# 권황후
권황후(權皇后, ? - 1410년? 5월 22일)는 고려 출신 여성으로 원나라 소종의 두번째 부인이자 정궁 황후이다. 고려말, 조선 초기의 학자 양촌 권근과는 5촌간이다. 본관은 안동.
1370년 5월 16일 응창부가 명나라군에 함락될 때 명나라로 끌려갔으나 1374년 북원으로 귀환했다. 시호와 존호 여부는 알 수 없다.

## 생애

### 생애 초기
아버지는 도첨의정승과 찬성사를 지낸 복안부원군 권겸(權謙)이고, 어머니는 전주최씨(全州崔氏)로 최성지(崔誠之)의 딸이다. 할아버지는 정승 권부이다. 할머니는 문화류씨로 첨의중찬 수문전대학사를 지낸 학자 문정공(文正公) 유경(柳璥)의 손녀였다.
오빠는 사인을 지낸 권화상(權和尙, ?~1356년 5월)이고, 여동생 2명과 밀직부사와 만호를 지낸 남동생 권항(權恒)이 있다. 바로 아래 여동생은 권침(權?)과 결혼했다가 김입견(金立堅)과 재혼했는데, 안동권씨 성화보와 문화류씨 가정보에 전부(前夫)와 후부(後夫)의 이름이 나타난다. 다른 여동생은 원주원씨 원호(元顥)와 결혼했고, 그는 판삼사사 성안부원군(成安府院君)에 봉작되었다.
권황후의 어린 시절에 대해서는 알려진 것이 없다. 1352년 원나라의 황제 순제 토곤 테무르의 아들 아유시리다르 빌레그트에게 바쳐졌다.

복안부원군(福安府院君) 권겸(權謙)이 원나라에 가 딸을 황태자에게 바쳤다.
福安府院君 權謙，如元納女于皇太子

權謙 ---恭愍初, 以福安府院君如元, 納女于皇太子, 得拜太府監太監.

아유시리다르 빌레그트의 첫 부인 오지하슨다리가 일찍 죽자, 아유르시리다르는 새 황후를 맞이하지 않고, 권씨를 정궁 황후로 승격시켰다. 슬하에 아들은 없고 딸만 1명과 이름 미상의 아들 1명이 있었으나 아들은 요절했다. 딸은 아리크부케의 5대손 이수데르에게 출가했다.

### 원나라 북천 이후
1368년 원나라가 주원장에게 쫓겨 몽골로 쫓겨갈 때 함께 하였다.
그러나 아유시리다르 빌레그트는 곧 사망하였고, 이후 그녀는 알려지지 않은 곳에서 최후를 맞이하였다. 이름 미상의 딸 1명과 이름 미상의 아들 1명이 있었으나 아들은 요절했다. 딸은 쿠빌라이칸의 형제 아리크부케의 5대손 이수데르에게 출가하였다.

김황후 (金皇后) 고려출신 여성으로 북원 소종의 제 2황후이다. 소종과의 슬하에 아들 1명이 있으니 이름은 매적리팔라(買的里八刺)이다.
恭愍王 2年  8월 庚子 (1353년 8월 6일 음력/1353년 9월 3일 양력)
元이 太子(후에 昭宗)를 보내 영안왕대부인(奇皇后의 母 李氏/즉 太子의 外祖母)에게 패아찰 잔치를 베푼 후
8월 丁巳 (23일 음력/ 9월 20일 양력), 元나라로 돌아갈 때(찬성사/*씨족원류) 김윤장(金允藏)의 딸을 부인으로 맞을 것을 약속하고 함께 원나라로 갔다.
太子約娶金允臧女, 以其女歸

- 권황후는 1370년 5월 16일(음력) 이문충(李文忠)군에 의해 응창(應昌)이 함락될 때 9세의 아들 매적리팔라(買的里八刺)와 함께 포로가 되어 북평(北平)에 이치(移置), 1374년 9월 북원(北元)으로 귀환되었다.

洪武三年(1370)四月二十八日，元順帝在應昌病死（明謚順帝，元謚惠宗），皇子愛猷識理達臘（元昭宗）繼位，
五月，李文忠軍攻下開平，破應昌，元昭宗與數十騎逃遁。幼子買的里八剌及后、妃、宮人、諸王、官屬俱爲明兵俘獲。
李文忠領兵追擊元昭宗至北慶州 不及而還。明軍獲得重大勝利
一三七四年九月明太祖將在應昌俘獲的元昭宗之子買的里八剌送還元廷，招諭修好。買的里八剌被俘五年，明廷封爲崇禮侯，賜給宅第。
明太祖對他說：“今既長成，不忍令爾久客于此。”命宦官兩人護送北歸，并致書元昭宗，附贈織金文綺及錦衣各一件。

이후의 행적은 알려지지 않았다. 묘소와 시호는 미상이다.

## 가계
- 할아버지 : 권부(權溥)
- 아버지 : 권겸(權謙)[5]
- 어머니 : 전주최씨(全州崔氏), 최성지(崔誠之)의 딸
  - 오빠 : 권화상(權和尙, ?~1356년 5월)
  - 여동생 : 전남편은 권침, 후남편은 김입견(金立堅)
  - 남동생 : 권항(權恒)
  - 여동생 : 원주원씨 판삼사사 성안부원군(成安府院君) 원호(元顥)의 처
- 남편 : 원 소종(元 昭宗)
  - 딸: 이수데르(也速迭兒)에게 출가: 쿠빌라이칸의 형제 아리크부케의 5대손
  - 아들 : 이름 미상
- 사촌 : 권중귀
- 사촌 : 권희(權僖), 양촌 권근의 아버지[6]

## 같이 보기
- 기황후
- 원 순제
- 원 소종
- 기철
- 기홍수
- 공녀
- 권중귀
- 권근